# Pseudoliparis swirei

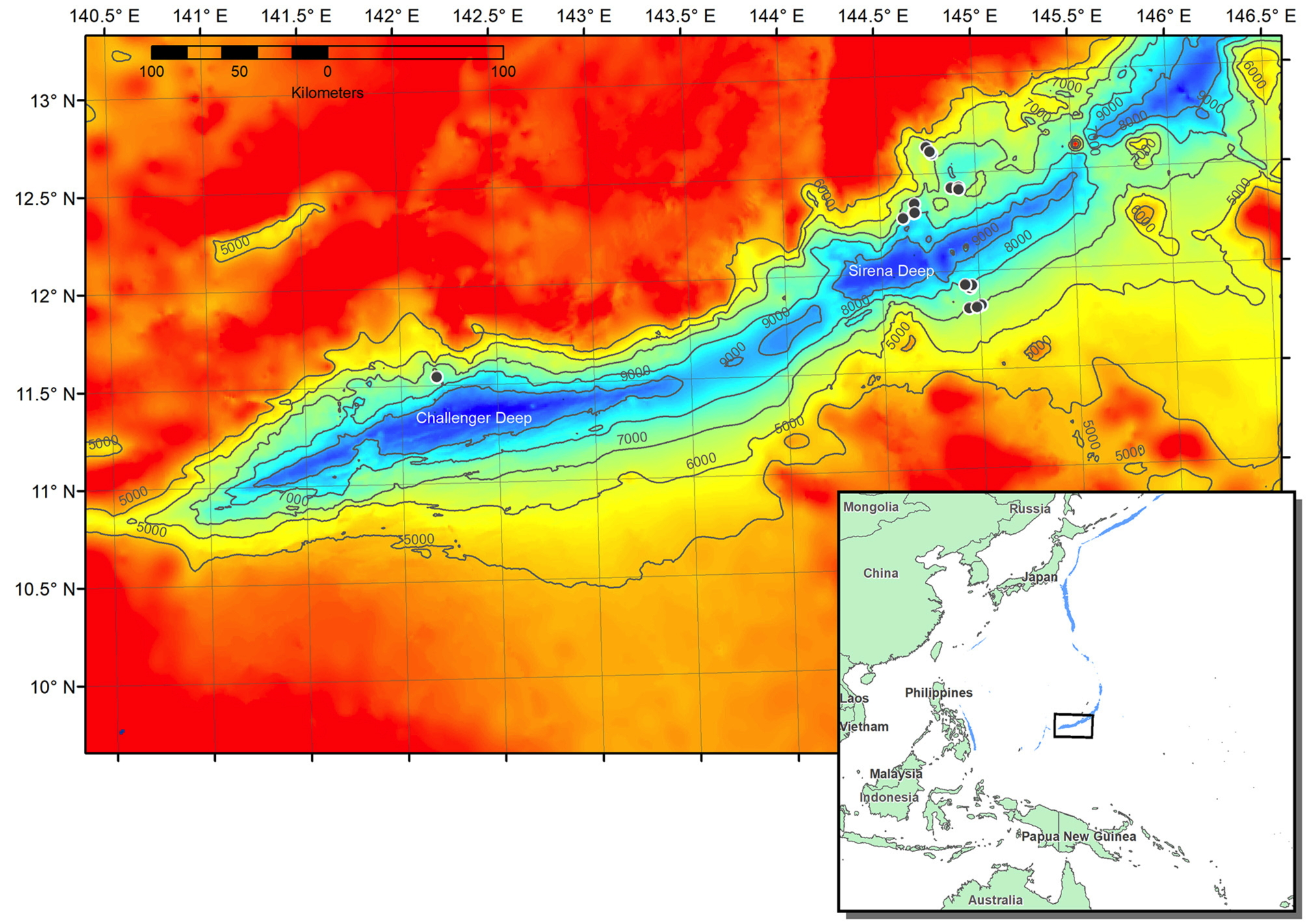
● Bisherige Fundstellen von Pseudoliparis swirei im Marianengraben

Pseudoliparis swirei ist ein Tiefseefisch aus der Familie der Scheibenbäuche (Liparidae). Er lebt im Marianengraben im nordwestlichen Pazifik in sehr großen Tiefen und wurde erst im November 2017 beschrieben. Die 37 für die Erstbeschreibung untersuchten Exemplare wurden in Tiefen von 6898 bis 7966 Metern gefangen. Videoaufnahmen von Fischen, die wie Pseudoliparis swirei aussehen, gibt es aus Tiefen von 6198 bis 8098 Metern. Damit ist Pseudoliparis swirei nach gegenwärtigem Wissen die am tiefsten vorkommende Fischart. Lediglich ein Exemplar von Abyssobrotula galatheae wurde in einer noch größeren Tiefe geborgen (8370 Meter im Puerto-Rico-Graben) – da der Fisch zum Zeitpunkt des Fangs allerdings schon tot war, ist nicht bekannt, ob er auch in dieser Tiefe gelebt hat.

## Merkmale
Die für die Erstbeschreibung untersuchten Exemplare von Pseudoliparis swirei hatten Standardlängen von  8,7 bis 22,6 cm und Gesamtlängen von 9,5 bis 23,7 cm. Wie alle Scheibenbäuche hat die Fischart einen kaulquappenähnlichen, langgestreckten Körper, der hinten seitlich abgeflacht und von einem Flossensaum aus zusammengewachsener Rücken-, Schwanz- und Afterflosse umgeben ist. Der Kopf ist klein und breit und von der Seite gesehen abgerundet. Die Kopfhöhe entspricht in etwa der Körperhöhe. Die Schnauze ist stumpf, das horizontal verlaufende, mittelgroße Maul ist leicht unterständig und reicht bis unter die Augen. Auf jeder Kopfseite hat Pseudoliparis swirei nur ein einzelnes Nasenloch (die meisten Fische haben zwei pro Kopfseite), das sich auf derselben Höhe befindet wie die Mitte des Auges. Die Zähne sind einfach, konisch und scharf. Sie sind auf der Maxillare in 6 bis 11 und im Unterkiefer in 7 bis 13 unregelmäßigen Reihen angeordnet. Ältere Exemplare haben mehr Zähne in einer Reihe und mehr Zahnreihen. Die Pharyngealzähne sind gut entwickelt, lang und scharf. Sie sitzen auf kugelförmigen Zahnplatten. Mit einem Durchmesser von 10 % der Kopflänge sind die Augen sehr klein. Die Kiemenöffnungen sind klein. Sie befinden sich vollständig oberhalb der Brustflossenbasis.
- Flossenformel: Dorsale 51–58, Anale 43–49, Pectorale 28–32, Caudale 11–14
- Wirbel: 56–62
- Pylorusschläuche: 5–9

Pseudoliparis swirei ist rosig-weißlich gefärbt. Die Haut und das Peritoneum sind transparent, so dass innere Organe (Leber, Magen, Pylorusschläuche) und die Rumpfmuskulatur durch die Haut sichtbar sind. Die Pylorusschläuche sind orange. Einige größere Exemplare sind auf dem Kopf dunkel, die meisten Exemplare zeigen aber weder außen noch innen Spuren einer Pigmentation.

Zeichnung eines juvenilen Exemplars von 151 mm Länge

## Namensgebung
Pseudoliparis swirei wurde zu Ehren von Herbert Swire benannt. Er war Offizier der Challenger, die von 1872 bis 1876 die Welt umsegelte, worüber er Aufzeichnungen veröffentlichte. Während dieser Expedition wurde auch der Marianengraben erforscht.

## Lebensweise
Pseudoliparis swirei ist bisher nur aus dem Marianengraben bekannt, wo er wahrscheinlich endemisch ist. Einige untersuchte Weibchen enthielten Eier, größere, mit einem Durchmesser von 5 bis zu 9,4 mm, und kleinere, die nur halb so groß waren. Die größeren waren immer in einer Matrix aus kleineren Eiern eingebettet. Sie gehören zu den größten Eiern unter allen Echten Knochenfischen (Teleostei). Andere Weibchen hatten nur sehr kleine Eier, die einen Durchmesser von 0,7 bis 1,4 mm hatten. Die für die Erstbeschreibung gefangenen und gefilmten Fische wurden von einem Köder angezogen und fraßen Flohkrebse, die ebenfalls vom Köder angezogen wurden. Unterhalb einer Tiefe von 8100 Metern wurde Pseudoliparis swirei nicht mehr gesehen. Möglicherweise werden Fische biochemisch daran gehindert, die tiefsten Tiefen der Ozeane zu besiedeln, indem ihre Osmoregulation ab einer Tiefe von 8200 Metern versagt.

## Quelle
- Gerringer, M. E., Linley, T. D., Jamieson, A. J., Goetze, E., Drazen, J. C.: Pseudoliparis swirei sp. nov.: A newly-discovered hadal snailfish (Scorpaeniformes: Liparidae) from the Mariana Trench. In: Zootaxa. Band 4358, Nr. 1, 2017, S. 161–177, doi:10.11646/zootaxa.4358.1.7 (englisch).